# Línea 137 (Rosario)
Línea 137 es una línea de transporte urbano de pasajeros de la ciudad de Rosario, Argentina. Desde 2021 el servicio está operado por la empresa Rosario Bus y es cubierto de manera parcial por Línea 143R 136 137.
Anteriormente el servicio de la línea 137 era prestado en sus orígenes y bajo la denominación de línea 215 por la empresa Transporte Automotor Zonda S.R.L., luego Las Delicias Transporte Automotor S.R.L. (renombrándose línea 5 Roja, y posteriormente a 1986, línea 137), luego Las Delicias S.A., la Sociedad del Estado Municipal para el Transporte Urbano Rosario -SEMTUR- desde 2009 hasta el 31 de diciembre de 2018. A partir del 1° de enero de 2019, la empresa estatal Movi se hizo cargo de la línea. En 2021, producto del sistema de emergencia del sistema de transporte de pasajeros, la línea es administrada actualmente por Rosario Bus

## Recorrido

### 137
Servicio diurno y nocturno.
|  | BUS2 | KBHFa |  |

|  |  | BHF |

|  |  | BHF |

|  |  | BHF |

|  |  | BHF |

|  |  | BHF |

|  |  | BHF |

|  |  | BHF |

|  | STR+l | ABZgr |  |

|  | STR | BHF | CONTg |

| BUS2 | BHF | STR |  |

| CONTf | BHF | STR |  |

|  | STRl | ABZg+r |  |

|  |  | STR+lBUEq |

|  |  | BHF |

|  |  | BHF |

|  |  | BHF |

|  |  | BHF |

|  |  | BHF |

|  | STR+l | ABZgr |  |

|  | STR | BHF | CONTg |

| CONTf | BHF | STR |  |

|  | STR | BHF | CONTg |

| CONTf | BHF | STR |  |

| CONTf | BHF | STR |  |

| CONTf | BHF | STR |  |

| CONTf | STR+lBUEq | STR+lBUEq | CONTg |

|  | STR | BHF | CONTg |

| CONTf | BHF | STR |  |

| CONTf | BHF | STR |  |

|  | STRl | STRr |  |